# صابون

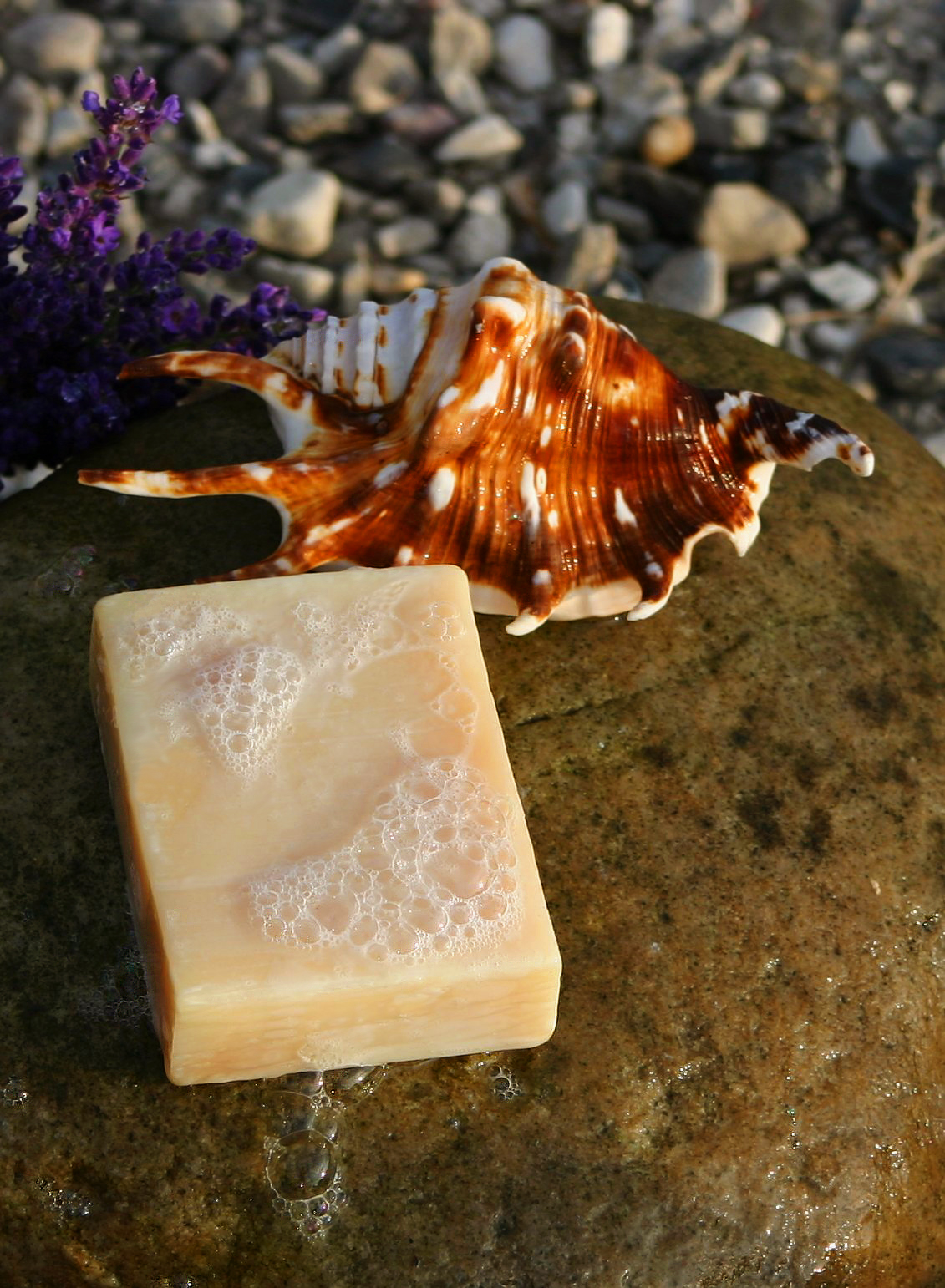
صابون مصنوع يدوياً.

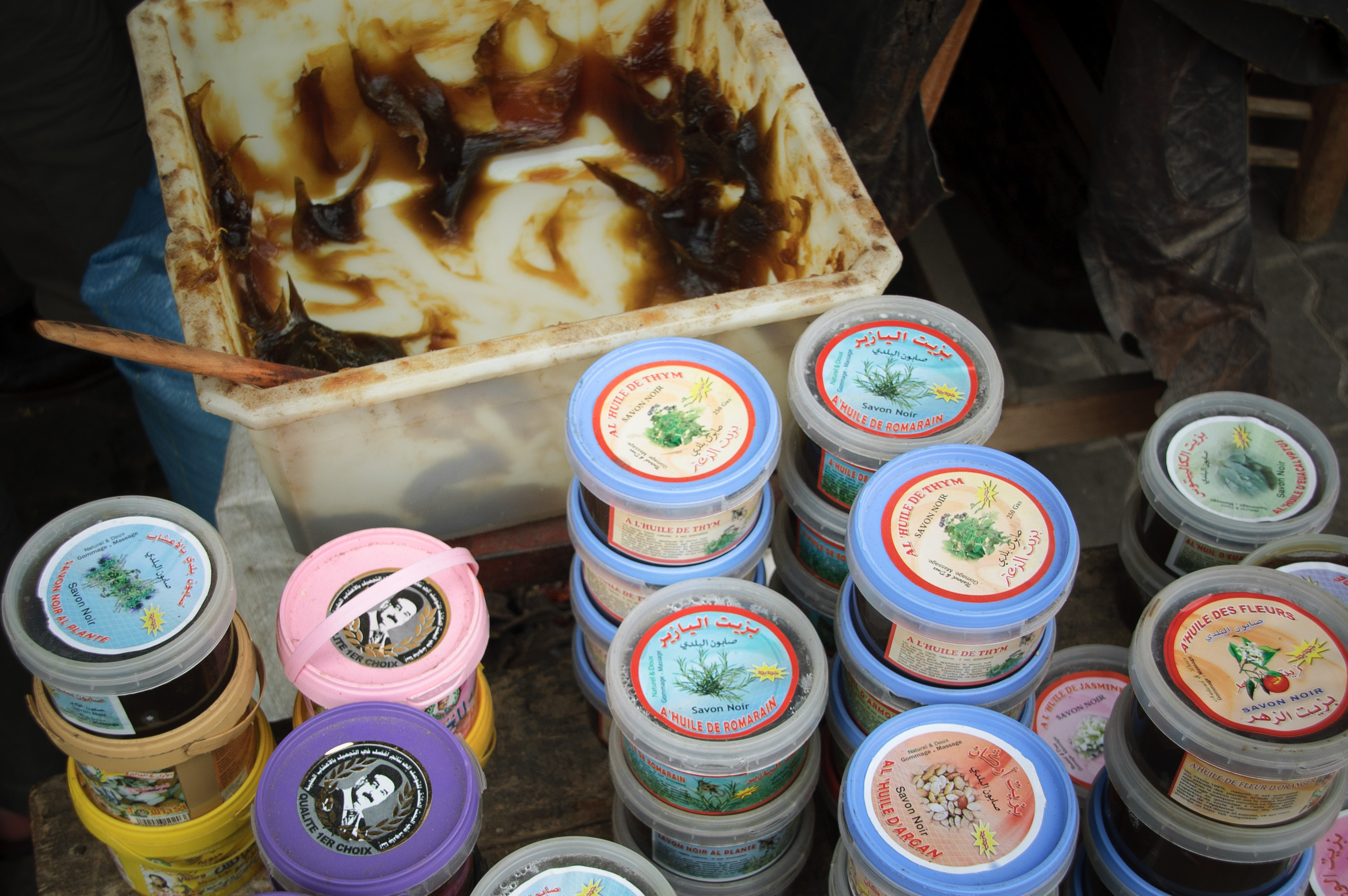
أوعية تحتوي على صابون بلدي في مراكش.

الصابون أو أَصبان (بالإنجليزية: Soap)‏ هو خليط من حوامض دهنية يستعمَل للتنظيف، يستخدم الصابون مع الماء، وذلك لتقليل التوتر السطحي، ومن ثم يقوم بطرد الأجزاء غير المرغوب فيها. صناعة الصابون المنزلي يصنع من الدهون الحيوانية أو النباتية أو الزيوت أو الشحوم من الناحية العضوية، أما من الناحية الكيميائية فإنه يصنع من ملح الصوديوم أو البوتاسيوم أحد الأحماض الدهنية، ويتشكل من خلال التفاعل بين كل من الدهون والزيوت والقلويات. في عملية تسمى التصبن.

## الصابون المنزلي
تنقع الصودا في ثلاث أرباع لتر ماء مذاب فيه ملح مع التقليب حتى لا تلتصق الصودا بقاع الإناء (يجب أن يكون معدنياً). غطي الخليط واتركه 24 ساعة تطحن القلفونيا وتضاف إلى الدقيق وبودرة التلك ويضاف الزيت.
ثم يضاف ذائب الصودا بالماء المملح قطرة قطرة إلى المزيج مع استمرار التقليب في اتجاه واحد.
استمر في التحريك مدة 5 دقائق بعد تمام عملية الخلط.
يصب في الأوعية الصغيرة بحذر مع هز الأوعية باليدين من الجوانب لا سواء السطوح. غطي سطح الصابون بعد ذلك بورق زبدة ثم كرتونة ثم يغطى الجميع ببطانية صوف ويترك في مكان دافئ لمدة 24 ساعة.
تقلب الأوعية الصغيرة ونستخلص الصابون.
تتطلب عملية تصنيع الصابون فهماً كاملاً للكيمياء، قديماً كانت هذه العملية تتطلب وقتا طويلاً لإعدادها ومراحل عديدة أثناء التنفيذ، وكمبدأ عام نستطيع أن نقوم بتصنيع الصابون إذا أدركنا أن تصنيعه يتم بناء على تفاعل كيميائي في أبسط صورة بين الحمض والقاعدة والتي تسبب ما يعرف بعملية التصبن.
ويأتي الشق الحامضي في الصابون من مصادر كثيرة أهمها الدهون، وبالنسبة للشق القاعدي فهو يعتبر من المكونات التي يصعب الحصول عليها نظراً لأنها تحتاج إلى عمليات كيمائية صعبة حتى تظهر في شكلها النهائي فهذا الشق عادة ينتج من حرق مركبات عضوية.

## تاريخ الصابون
تعود صناعة الصابون إلى ألفي سنة مضت. حيث كان القدماء يدهنون أجسامهم بزيت الزيتون إضافة إلى عصارات بعض النباتات وأليافها لتنظيف أنفسهم. من المدن المشهورة بصناعة الصابون حلب ونابلس وطرابلس، وينسب الصابون إلى هذه المدن ومن أشهرها الصابون الحلبي والصابون النابلسي والصابون الطرابلسي.
وقد وجد علماء الآثار بين خرائب مدينة بومباي معملاً صغيرًا لصنع الصابون يشبه كثيراً الصابون المستخدم في عصرنا.والجدير بالذكر أنه منذ مائة عام فقط كان الصابون المستخدم يصنع في المنازل.
يُقال أن أقدم محاولة لصناعة الصابون في التاريخ قام بها سكان غرب أوروبا المعروفون باسم: السلاتيون وذلك في بدية العصر الحجري، فقاموا بتجهيز صابون بدائي من «شحم الخنازير» ورماد النبات المحتوي على صودا، أطلقوا عليه اسم: سابو، والذي اشتقت منه كلمة صابون.
وفي زمن نيكولا ليبلان كان لا يزال رماد الصودا، والذي يمثل المكون الأساسي للصابون، يستخرج من الأخشاب والأعشاب البحرية بطريقة بدائية بطيئة مرتفعة التكاليف، ولذا كان هناك حاجة ملحة للحصول عليه بطرق أخرى سريعة غير مكلفة نظراً لاحتياج هذه المادة في عمليات الصناعة.
فبالإضافة لاستخدام الصودا في إعداد الصابون فإنها تدخل كذلك في صناعات أخرى مثل الزجاج، والبورسلين، والورق.
وفي سنة 1775، أعلنت الأكاديمية الفرنسية للعلوم عن جائزة مالية لمن يتمكن من تجهيز الصودا بطريقة سهلة منخفضة التكاليف. وفاز ليبلان بتلك الجائزة بعد تجهيز الصودا بالملح، وبالتالي أمكنه تجهيز وتصنيع الصابون.لكن ليبلان لم يتسلم الجائزة حيث اندلعت بعد ذلك الثورة الفرنسية، وطالبت حكومة الثورة الفرنسية بجعل هذا الابتكار ملكاً للشعب، وألغت موضوع الجائزة.
عانى ليبلان بعد ذلك من فقر شديد وفي عام 1806 قرر التخلص من حياته وانتحر. ويُقال أيضا أنه من اختراع لسومريين، فقد اكتشف في خراب سومر قطع من الفخار يعود تاريخها إلى 2500 سنة ق.م وعليها كتابة تصف طريقة صنع الصابون كذلك ورد ذكر الصابون في اسطورة الآلهة السومرية إنانا ثم نجد الصابون في روما في بلاد الإسلام.
واسم الصابون أو سافون، كما يسمونه في الغرب، أخذ من اسم مدينة صافونا الإيطالية حيث كان يصنع بكميات تجارية.

## صناعة الصابون
قديمًا
في القرن الرابع عشر الميلادي جاء على لسان الجلدكي في كتابه رتبة الحكيم : «الصابون مصنوع من بعض المياه الحادة المتخذة من القلي والجير، والماء الحاد يهرئ الثوب، فاحتالوا على ذلك بأن مزجوا الماء الحاد بالدهن الذي هو الزيت، وعقدوا منه الصابون الذي ينقي الثوب ويدفع ضرر الماء الحاد عن الثوب وعن الأيدي».
وبحلول القرن الثالث عشر، عندما انتقلت صناعة الصابون من إيطاليا إلى فرنسا، كان الصابون يصنع من شحوم الماعز بينما كان يتم الحصول على القلويات من شجر الزان. وبعد التجربة، توصل الفرنسيون إلى وسيلة لصناعة الصابون من زيت الزيتون بدلا من دهون الحيوانات.
في عام 1500 م، أدخلوا هذا الاختراع إلى إنجلترا. وقد نمت هذه الصناعة في إنجلترا نموا سريعًا.
في عام 1622 منح الملك جيمس الأول امتيازات خاصة لها.
في عام 1783 قام الكيميائي السويدي كارل ويلهيلم شيل مصادفة بتقليد التفاعل في صناعة الصابون حيث تفاعل زيت الزيتون المغلي مع أكسيد الرصاص فنتج عن ذلك مادة ذات رائحة جميلة أطلق عليها (إيسوس) وتعرف حاليًا باسم (الجليسرين).
وقد اكتشف شيفرول أخيرًا في عام 1823 أن الدهون البسيطة لا تتفاعل مع القلويات لتكوين الصابون ولكنها تتحلل أولًا لتكوين أحماض دهنية وجليسرين.
وفي عام 1791 عندما توصل الكيميائي الفرنسي نيكولاس ليبلانك 1742م - 1806م إلى طريقة للحصول على كربونات الصوديوم أو الصودا من الملح العادي.
حديثًا
إن الزيوت والدهون المستخدمة هي عبارة عن مركبات للجليسرين وحمض دهني مثل الحامض النخيلي أو الحامض الاستياري، وعندما تعالج هذه المركبات بسائل قلوي مذاب مثل هيدروكسيد الصوديوم في عملية يطلق عليها التصبين، فإنها تتحلل مكونة الجليسرين وملح صوديوم الحمض الدهني.
فمثلاً حمض البلمتين الذي يعتبر الملح العضوي للجليسرين والحمض النخيلي ينتج بلميتات الصوديوم والجليسرين عند التصبين. ويتم الحصول على الأحماض الدهنية اللازمة لصناعة الصابون من الشحوم والدهون وزيت السمك والزيوت النباتية مثل زيت جوز الهند وزيت الزيتون وزيت النخيل وزيت فول الصويا وزيت الذرة.
1. الصابون الصلب فيصنع من الزيوت والدهون التي تحتوي على نسبة عالية من الأحماض المشبعة التي تتصبن مع هيدروكسيد الصوديوم.
2. أما الصابون اللين فهو عبارة عن صابون شبه سائل يصنع من زيت بذر الكتان وزيت بذر القطن وزيت السمك والتي تصبن مع هيدروكسيد البوتاسيوم.
3. وبالنسبة للشحوم التي تستخدم في صناعة الصابون فتتدرج من أرخص الأنواع التي يحصل عليها من القمامة وتستخدم في صناعة الأنواع الرخيصة من الصابون وأفضل الأنواع المأكولة من الشحوم والتي تستخدم في صناعة صابون التواليت الفاخر. وتنتج الشحوم وحدها صابونا صلبًا جدا بحيث أنه غير قابل للذوبان ليعطي رغوة كافية ومن ثم فإنه يخلط عادة بزيت جوز الهند.
4. أما زيت جوز الهند وحده فينتج صابونا صلبا غير قابل للذوبان. بحيث أنه لا يستخدم في المياه العذبة، إلا أنه يرغي في المياه المالحة وبالتالي يستخدم كصابون بحري.
5. ويحتوي الصابون الشفاف عادة على زيت خروع وزيت جوز هند عالي الجودة وشحوم.
6. أما صابون التواليت الفاخر فيصنع من زيت زيتون عالي الجودة ويعرف باسم الصابون القشتالي.
7. أمّا بالنسبة لصابون الحلاقة، فهو صابون لين يحتوي على بوتاسيوم وصوديوم وكذا الحمض الاستياري الذي يعطي رغوة دائمة.
8. أما كريم الحلاقة فهو عبارة عن معجون يحتوي على خليط من صابون الحلاقة وزيت جوز الهند.

## طريقة صنع الصابون
المواد:
زيت زيتون، زيت جوز الهند، أنواع أخرى من الزيوت، هيدروكسيد الصوديوم.
الطريقة الأولى (الباردة):
- يُحضّر محلول مركز من هيدروكسيد الصوديوم 1M) NaOH).
- يُوضع مقدار (100 مل) من أي زيت في كأس زجاجي سعته (500 مل).
- يضاف مقدار (40 مل) من محلول NaOH.
- يُحرّك المزيج حتى يصبح غليظ القوام.
- يغطّى الخليط بعد صبّه في قالب بغطاء بلاستيك ويُترك كي يجمد.

الطريقة الثانية (الغليان):
- يُحضر محلول مركز من هيدروكسيد الصوديوم 1M) NaOH).
- يوضع مقدار (10 مل) من محلول هيدروكسيد الصوديوم في كأس زجاجي سعته (500 مل) وسخنه.
- يُضاف مقدار (100 مل) من الزيت إلى محلول هيدروكسيد الصوديوم الساخن.
- يضاف تدريجيا (30 مل) من محلول هيدروكسيد الصوديوم.
- يُسخن حتى الغليان مع مراعاة تحريك المحلول بشكل مستمر.
- عندما يصبح الخليط غليظاً يُوقف التسخين ويُضاف (40 مل) من محلول NaCl مع الاستمرار في التحريك.
- سوف ينفصل الخليط بعد ذلك إلى طبقتين العليا هي الصابون الذي يفصل ويصب في قوالب ويغطى بصفيحة من البلاستيك ويترك ليجمد.

## التعبئة
يتم تعبئة الصابون في أوراق جيدة الشكل، وتغليفه وتلوينه بأكثر من لون، ليظهر في أشكال بديعة، ومن المهم أن يتم اختيار أغلفة جيدة الشكل حتى ترضي ذوق المستهلك وتجذبه.

## معرض صور

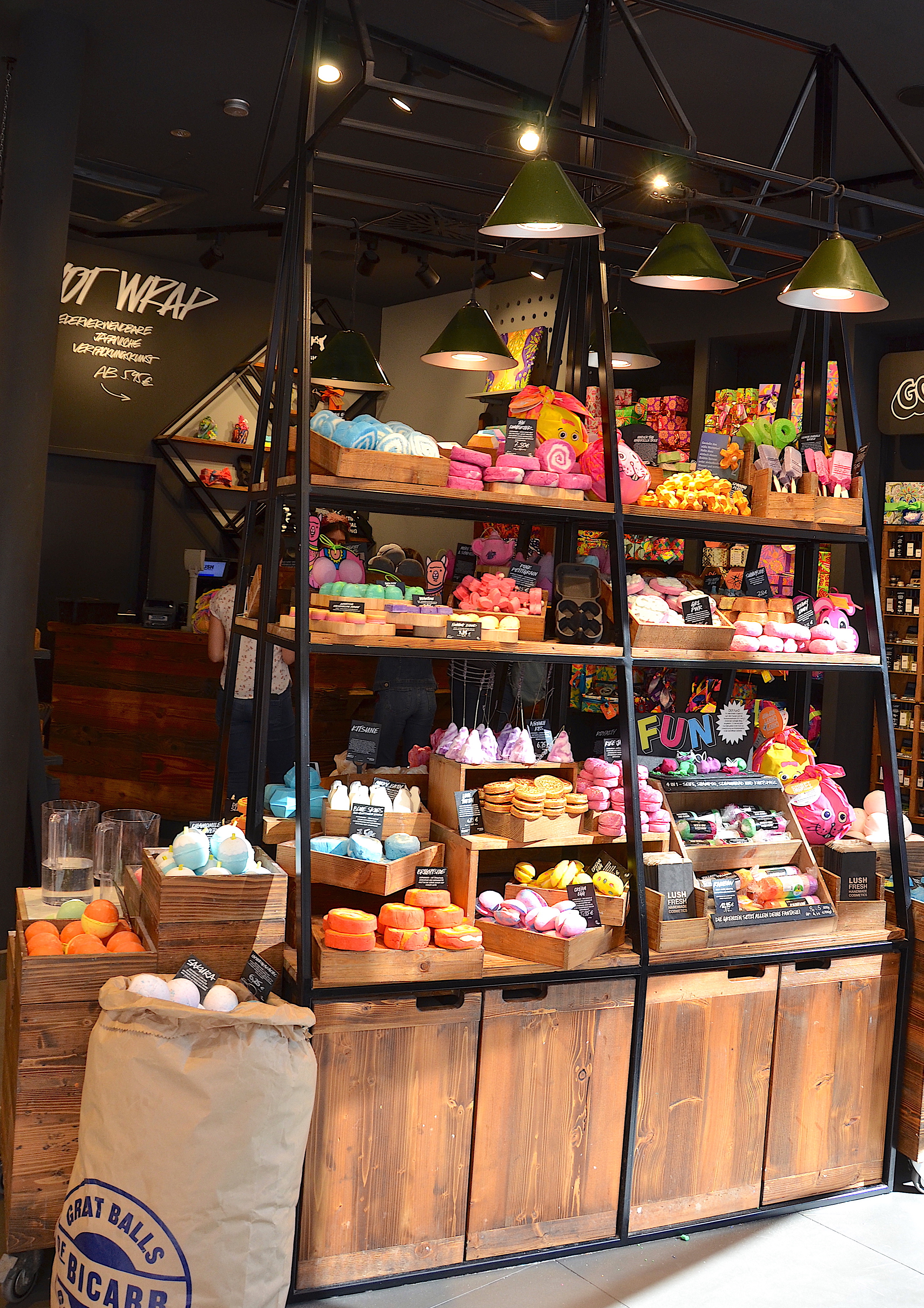
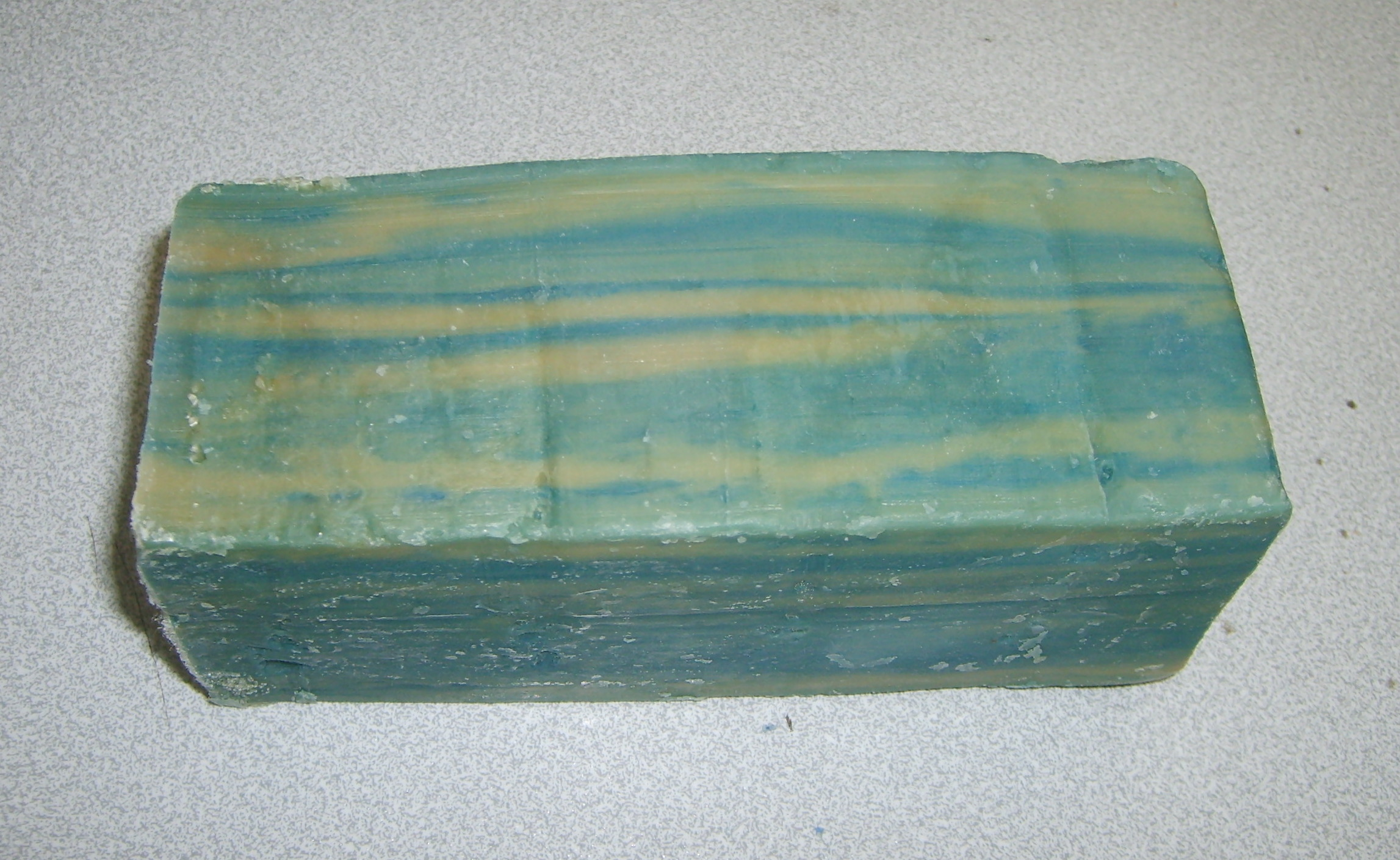
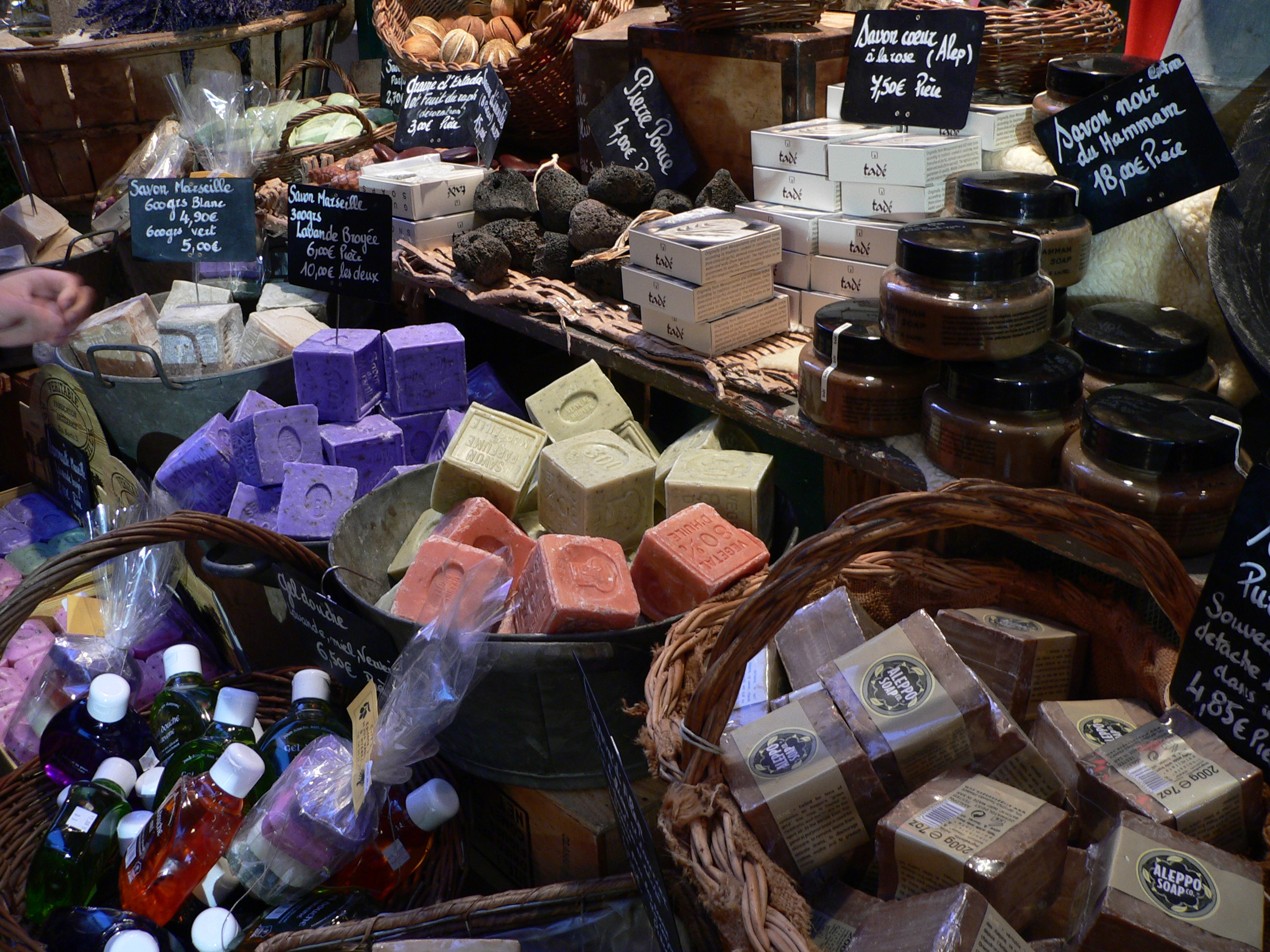
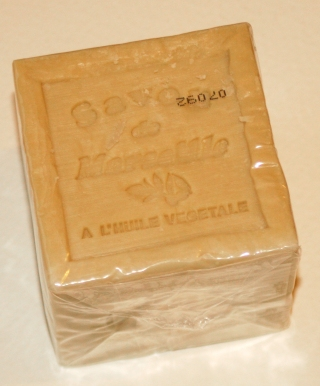
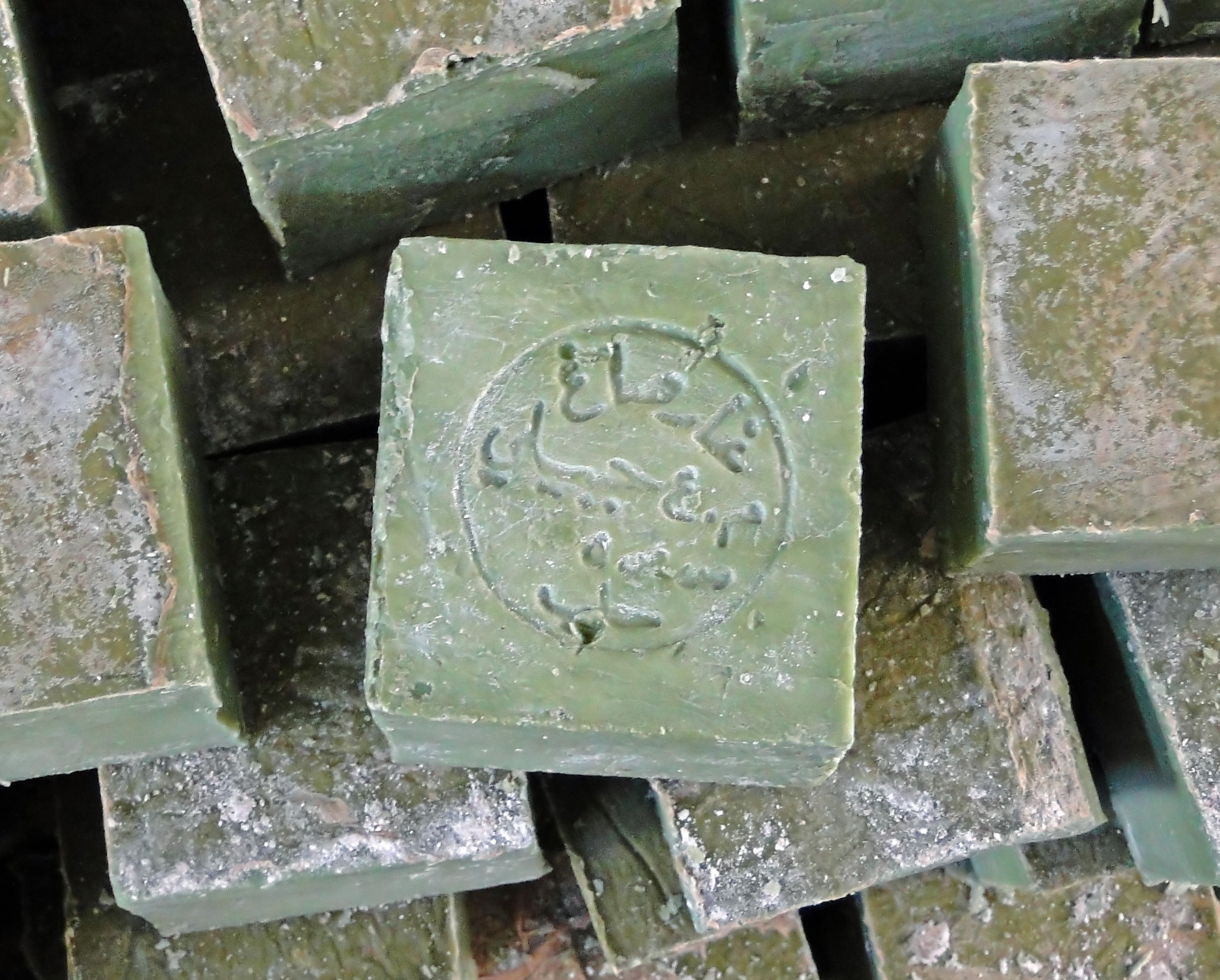